# 光熙門
光熙門（クァンヒムン、朝:광희문,英:Gwanghuimun）は、朝鮮王国の首都漢陽にあった簡門のひとつで、南東に位置した。名前の「光熙」は、「光明遠熙（光が遠くまで四方を照らす）」に由来した。 水口門(수구문)ともいう。都城の葬礼行列が通過していた場所でもあり、日本統治時代には市民から屍口門とも呼ばれた。
17世紀には南小門(남소문)と混同されたが、無関係である（南小門は朝鮮王国時代前期の1456年に建立され、1469年に閉門、1913年に撤去された）。
光熙門は、漢陽都城の築造とともに、1936年に建立された。日本統治時代に門楼が壊れたが、1975年に門を南側に移し、門楼とともに復元した。

## 歴史

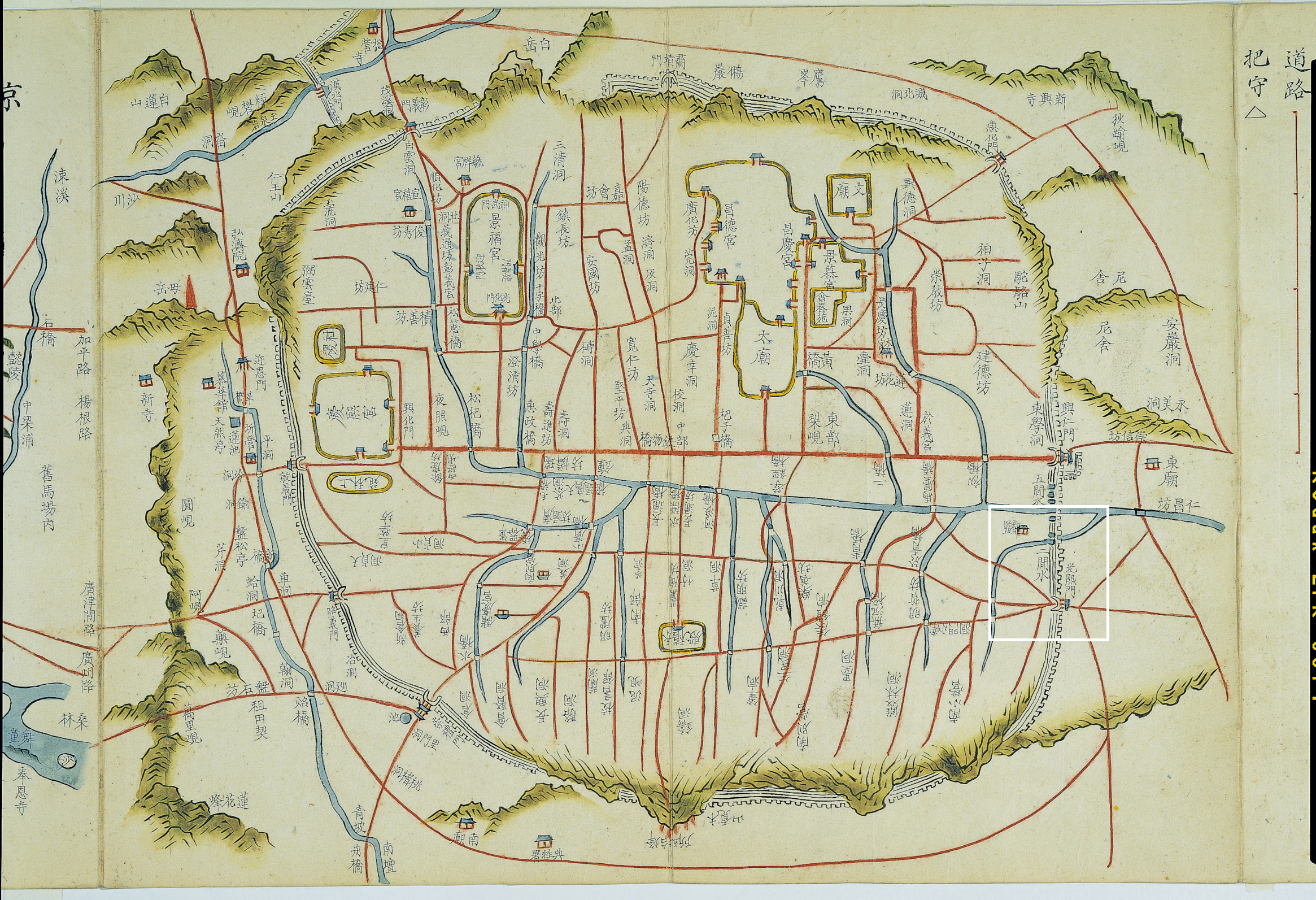
大東輿地図の都城図。光熙門の部分が白いボックスで強調されている。

光熙門は1396年（太祖5年）9月、他の城門とともに完工された。興仁之門とともに、木覓山と駝酪山（現在の駱山）の間に建立され、南小門洞川と開川（現在の清渓川）が合流する二間水門の南側に位置した。木造の門楼は、平屋に前面3間、側面2間、寄棟造の様式で建設された。門を利用したのは主に一般の民であり、王が光熙門を利用した事例は、丙子の乱の際に王が駕籠に乗って南漢山城へ避難したときを除いては記録されていない。
漢陽都城の門楼は、崇礼門と興仁之門以外は全て、戦乱により消失した。粛宗と英祖は焼失した門楼の再建を行ったが、最初に再建されたのが光熙門であった。1711年（粛宗37年）、閔鎭厚が行った光熙門の改設建議が受け入れられ、光熙門の管理を担当していた禁衛営が2月から工事を開始した。このとき崇礼門や興仁之門のような重層にはせず、南漢山城の門を先例に単層として建てる計画とした。この計画に沿い、翌年4月11日までに陸築9間を再建してアーチ型の門を造り、新たに左右の扉をつけた。しかし門楼は十分な木材を確保してから再建することになり、それまでに集めた木材は敦義門の再建に使用された。閔鎭厚は1719年（粛宗45年）1月25日に「国初に都城を積み上げたのち、門楼をみな建てた」と発言しており、それ以前には完工したものとみられる 。2月には新たに扁額をかけた。色付けは1744年（英祖20年）になされた。
- 光熙門にかかっていた扁額。
- 朝鮮時代末期の光熙門。まだ門楼の胸壁が残っている。
- 日本統治時代初期の姿。胸壁が崩れつつある。
- 1916年に都城内部で撮影された光熙門。下方にタバコの看板と人力車が見える。門楼の胸壁が崩れている。
- 1916年、光熙門の全景。

日本統治時代には管理がおろそかにされ、門楼の胸壁が崩れ、乞人が付近を徘徊するなど衛生上の問題も台頭した。古跡保存会は1928年に、資金不足を理由として、恵化門とともに門楼を撤去した。陸築は撤去されず、朝鮮戦争以後も継続して維持された。1966年には退渓路の拡張による撤去が再び議論されたが、結局維持されることが決まった。
1975年には、退渓路と往十里をつなぐ道路の邪魔になるという理由で道路の真ん中にあったものを南へ12m移し、再び復元した。復元にあたって、門楼12坪を新たに建て、周辺の200坪を緑地化した。このとき、扁額は金膺顕が書いた。2014年2月17日には39年ぶりに一般開放され、同年4月には観光客が2階の門楼の中に入れる「光熙門城郭コース」が区庁で初公開された。

## 建築的特徴
光熙門の陸築の高さは6m、幅は8.7mである。崇礼門・興仁之門を除いた他の門と同様に、単層で木造の門楼が設置されている。門楼の高さは5.9mである。屋根は初翼工（초익공）系の寄棟造である。アーチの天井画には、青龍と黄龍が如意宝珠を挟んで左右に配置されている。この配置は四神図に従ったもので、興仁之門と類似した形にした。隅棟の上には、装飾瓦で作られた龍頭と雑像7個が置かれている。これは他の単層の門と一致する。

## 用途

### 簡門
漢陽都城の門は正門と簡門に区分されるが、光熙門は簡門に属する。使臣を歓迎する際、「事大交隣」の原則に従い、交隣の関係にある日本の使臣たちは、簡門である光熙門を通過して都城に入った.。それだけでなく、開閉の手続きや宿直兵にも差異があった。正四品の護軍と30人の守門兵が勤めていた正門とは異なり、光熙門では従六品の副将2人と守門兵10人のみが門を守った。開閉手順においては、宣伝標信と符験の両方が必要であった正門と異なり、簡門たる光熙門は開門標信のみで開けることができた。しかし、門をずっと開けておかなければならない日には、光熙門にも宣伝標信が必要とされた。

### 屍口門

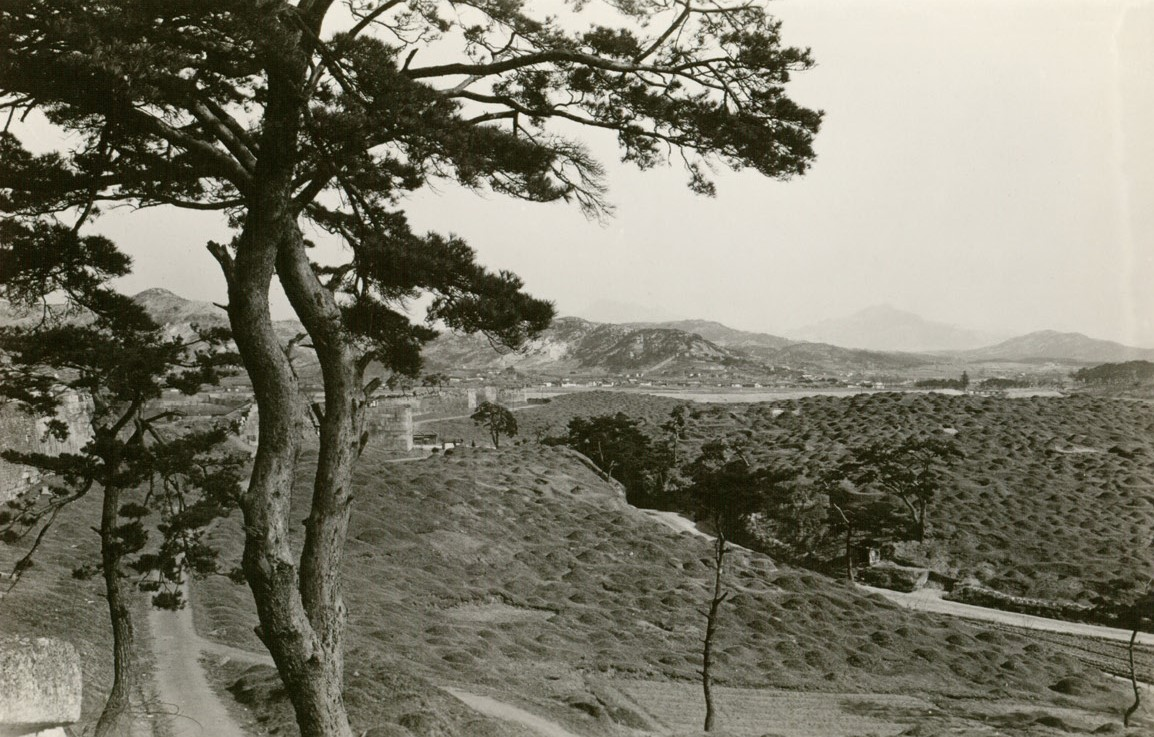

都城内部では遺体を埋葬することができず、葬礼行列が通過できる門は四小門の中でも粛靖門と光熙門しかなかった。彰義門は山にあるうえに出入りが不便で、恵化門は閉まっている粛靖門の代わりに北門として使われていたため、遺体は光熙門を通過して運ばれる場合が多かった。
これは一般の民だけでなく、王族の場合も同様であった。慶嬪金氏、明温公主、禧嬪張氏の葬礼行列は光熙門を通過した。朝鮮王族の墓のうち陵(능)以外、すなわち園(원)と墓(묘)は都城の東側に位置しており、園(원)や墓(묘)に向かう際には光熙門が使われたのである。
また、光熙門の外側には禁標があったため墓を作ることが禁じられていたが、それにもかかわらず、光熙門付近は永渡橋付近とともに墓が最も多い場所となった。
朝鮮時代後期には、燕山君の代に廃止されていた東活人署を、五部の崇信坊から、南部の豆毛坊に移して設置した。活人署では患者を隔離し治療する以外にも、病死した者の遺体の処理も担当し、光熙門の外側に病死体を埋葬して墓を作った。
このような理由により、「死体が通る門」を意味する屍口門の異名がついた。光熙門は不浄な門、すなわち不浄門として扱われ、漢陽都城の門を数える際は、この門を除いて8門と呼んだりもした。門に対するこうした認識が民間にも浸透するにつれ、「光熙」という名前よりも「水口門」という名前で呼ばれはじめた。『芝峰類説』における記述など、17世紀には南小門の名前を光熙門と混同する場合が発生した。
光熙門の近隣地域には「神堂」という村があり、これが現在のソウル市新堂洞の名前の由来となっている。この「神堂」の名前を、光熙門が持つ死に対する属性と結び付ける解釈が存在する。光熙門が死と関連して周辺に巫女村が形成され、神堂（城隍堂）ができたというのがこの解釈の骨子である。
高宗年間には、光熙門外郭丘陵地にはびっしりと墓が建てられた。 1902年には日本人のための火葬場ができ、新堂里共同墓地が造成された。貧しい下層民がここに不法建築物を立てて居住する場合もあった。共同墓地の真ん中に掘っ建て小屋を建ててアヘン窟を作る事例も現れた。
1907年8月1日には、大韓帝国軍の解散に抵抗して殺害された兵士たちの遺体が光熙門の外に放棄され、その様子がフランスのイリュストラシオン紙上に載せられた。このとき光熙門の外に置かれた遺体は計60体で、身内が引き取りに来なかった遺体は全て光熙門の外の墓地に埋葬された。

## カトリックの聖地として
1801年にカトリック迫害（辛酉迫害）が起きた当時、数多くの宣教師と信者が処刑された。このとき知人を見つけられなかった遺体は、当時屍口門と呼ばれていた光熙門を経由し外に捨てられた。794人の殉教者の遺体が光熙門を経由して外に捨てられたが、うち54人は辛酉迫害（1801）から丙午迫害（1846）にかけての時期に、残りの740人は丙寅迫害 （1866）から己卯迫害（1879）までの時期に捨てられたものと推定される。とりわけ、韓国のローマカトリック聖人103人のうち44人、福者124人のうち27人がここに埋められ、遺棄されたものとみられる。
カトリックソウル大司教区は、1999年5月に顕揚塔を、2008年4月には祭壇を設けた。2014年8月には光熙門の前に殉教顕揚館を設置した。

## ギャラリー

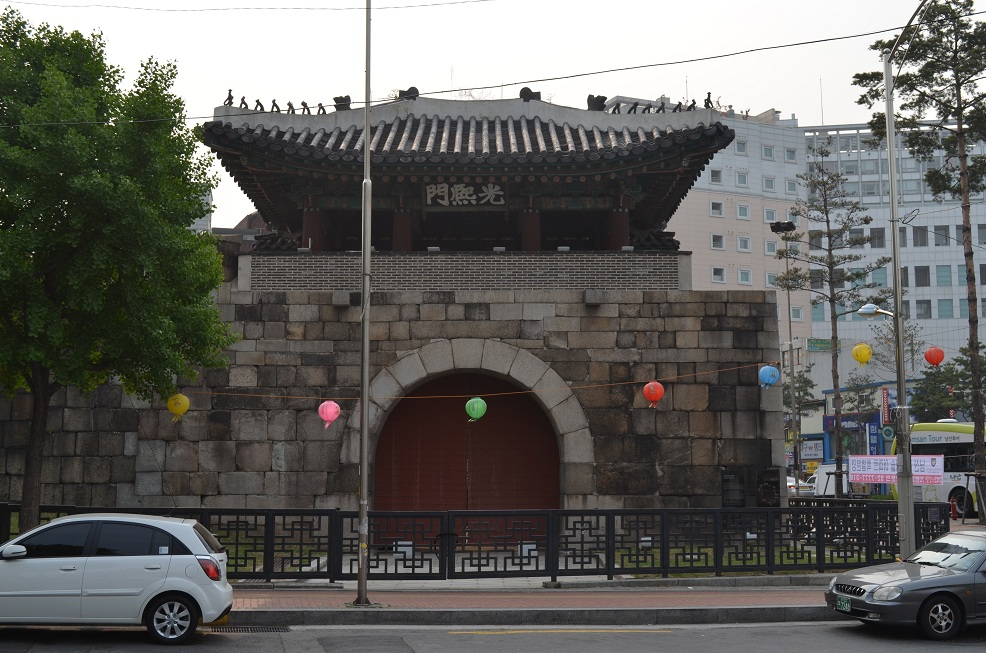
復元された光熙門の正面
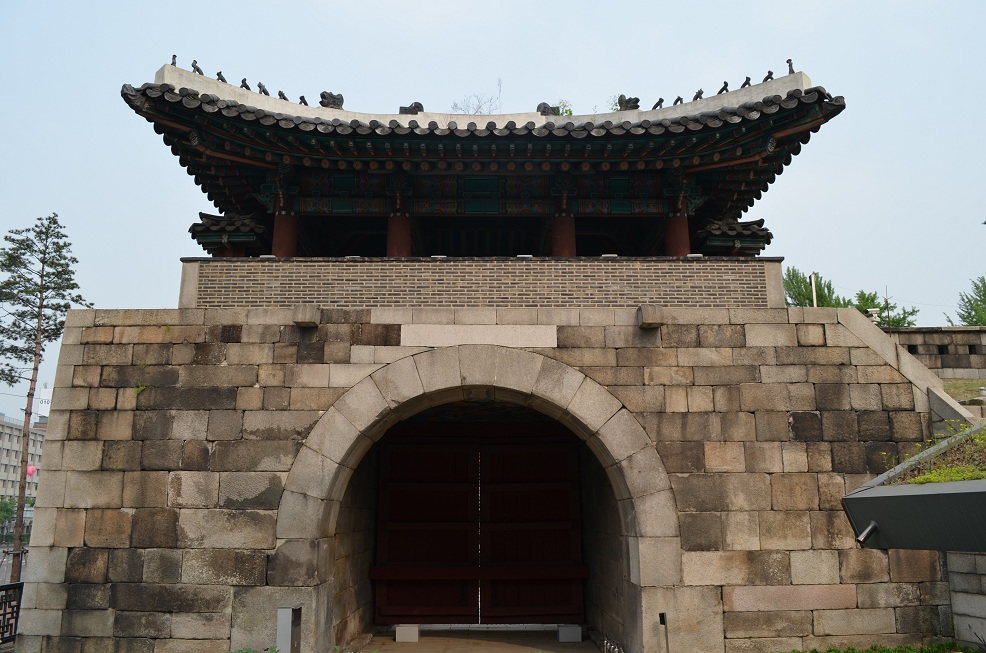
光熙門の背面
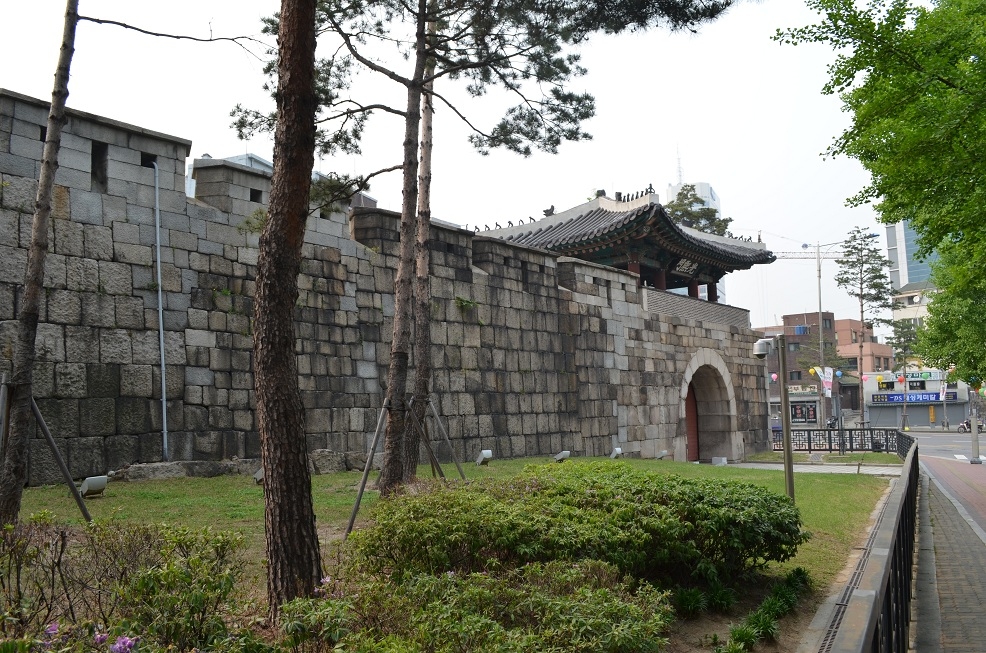
城壁側から撮影した光熙門の姿
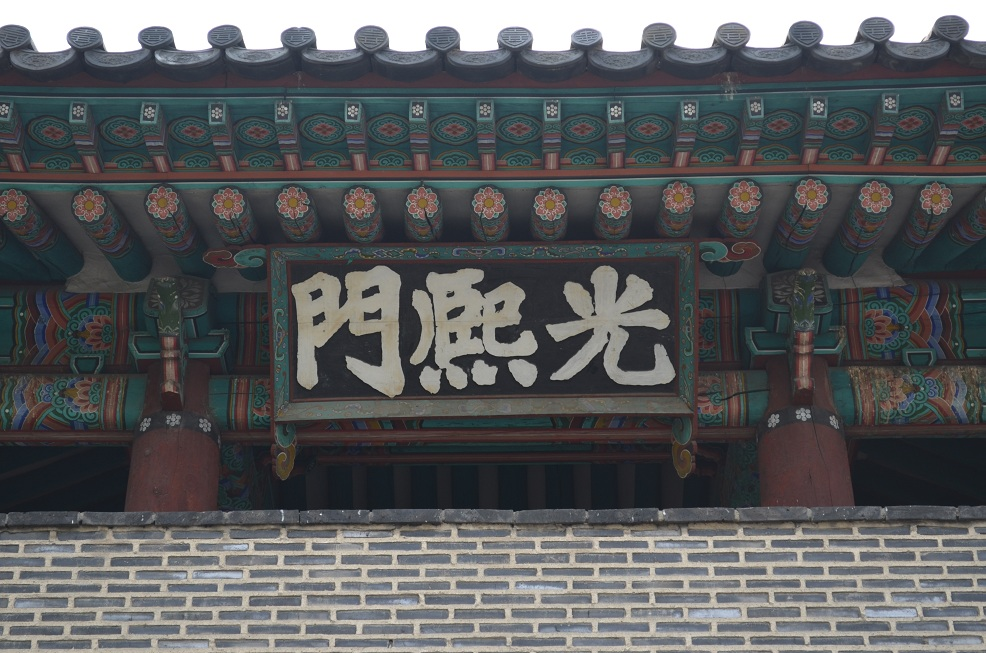
光熙門の扁額
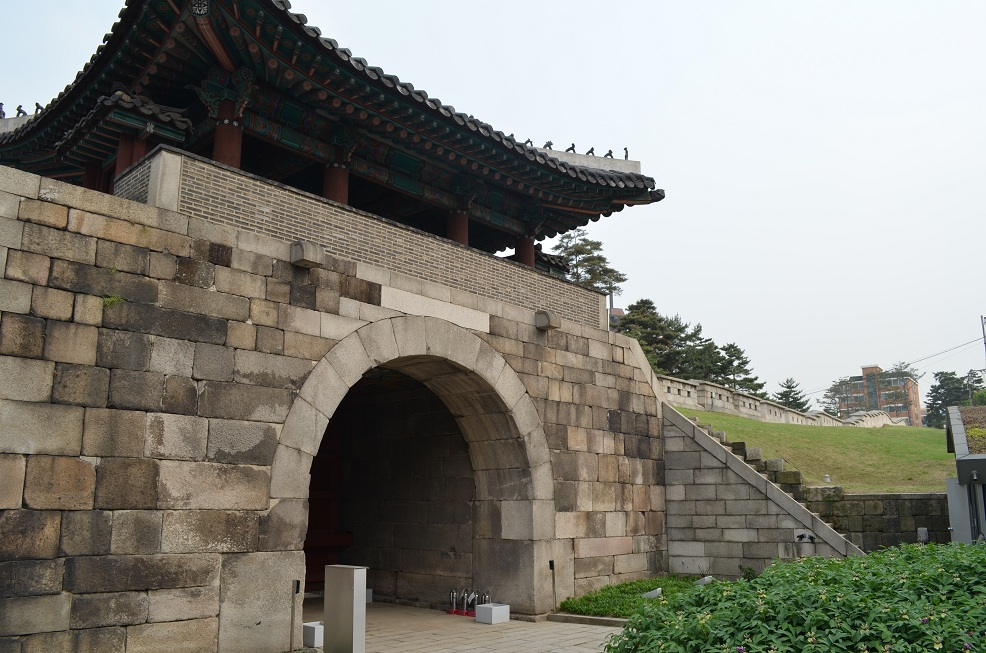
光熙門の後面から城壁が見えるように撮影した姿
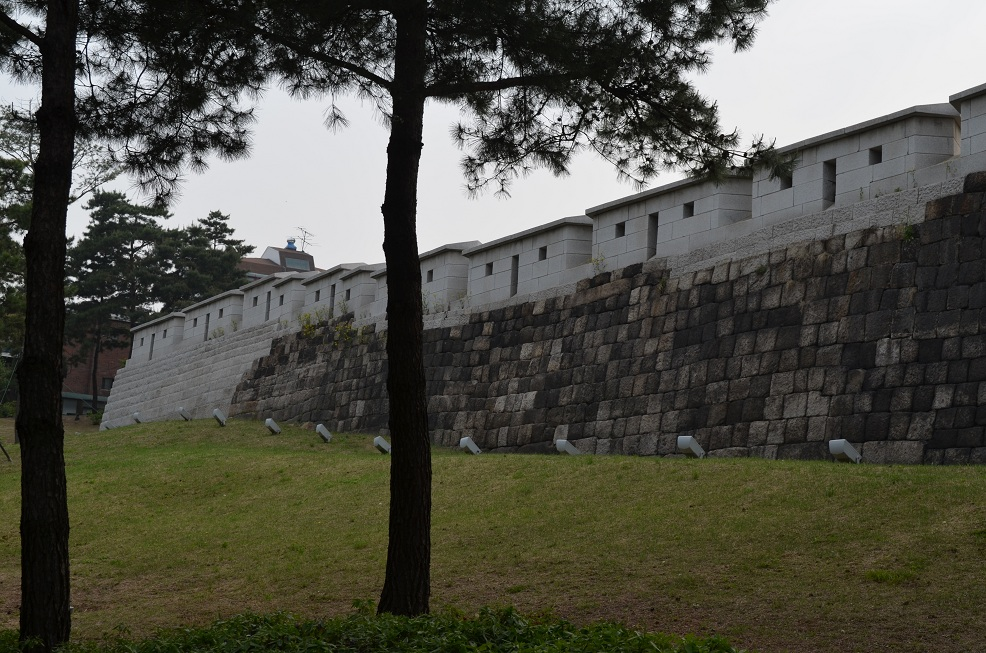
正面から撮影した光熙門の城壁
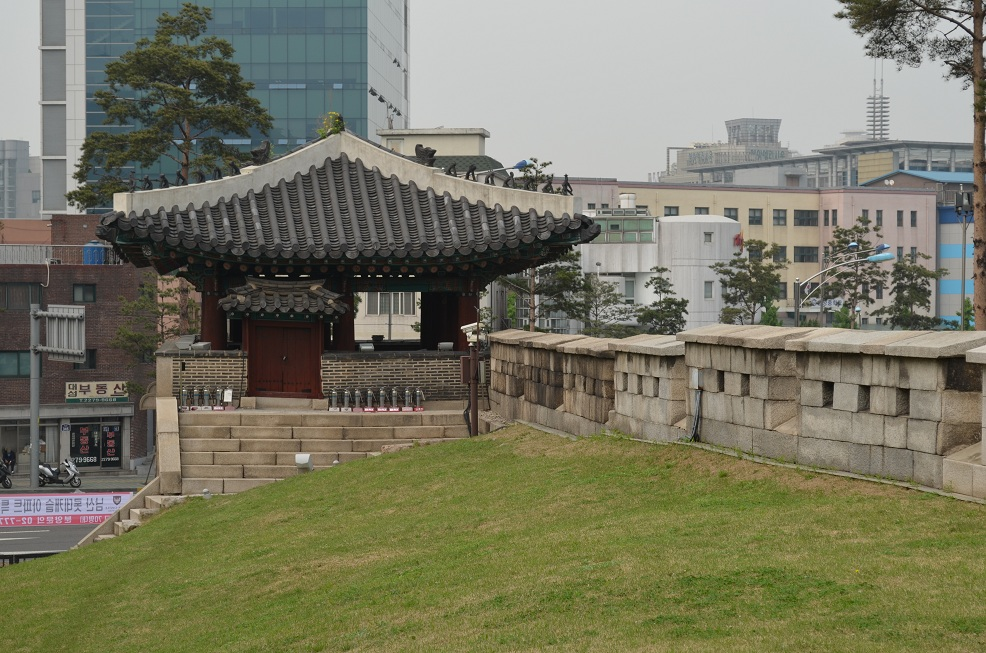
南から撮影した光熙門の姿
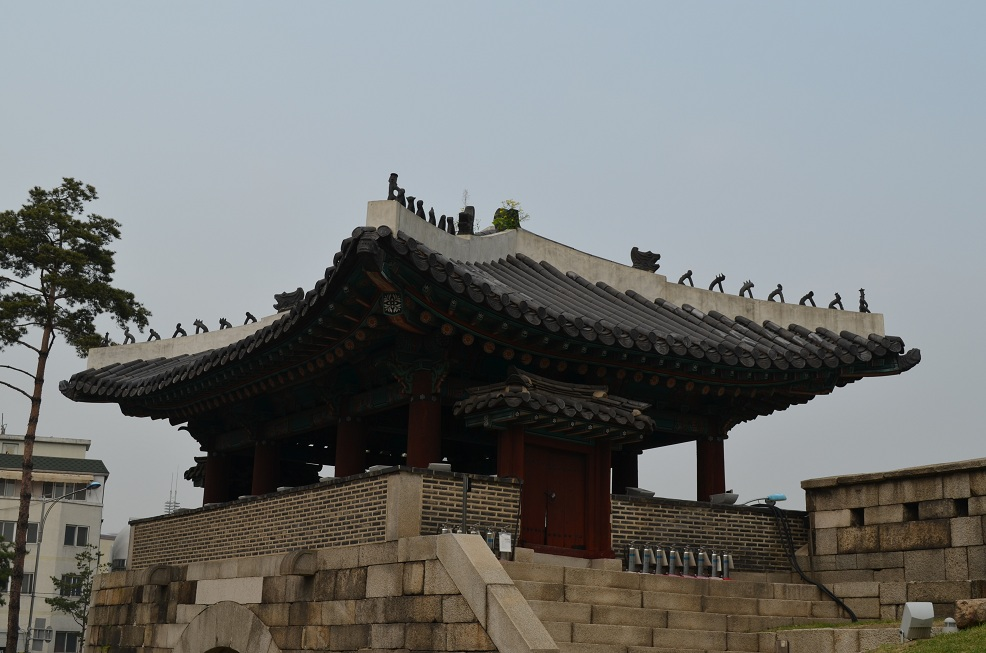
光熙門の門楼
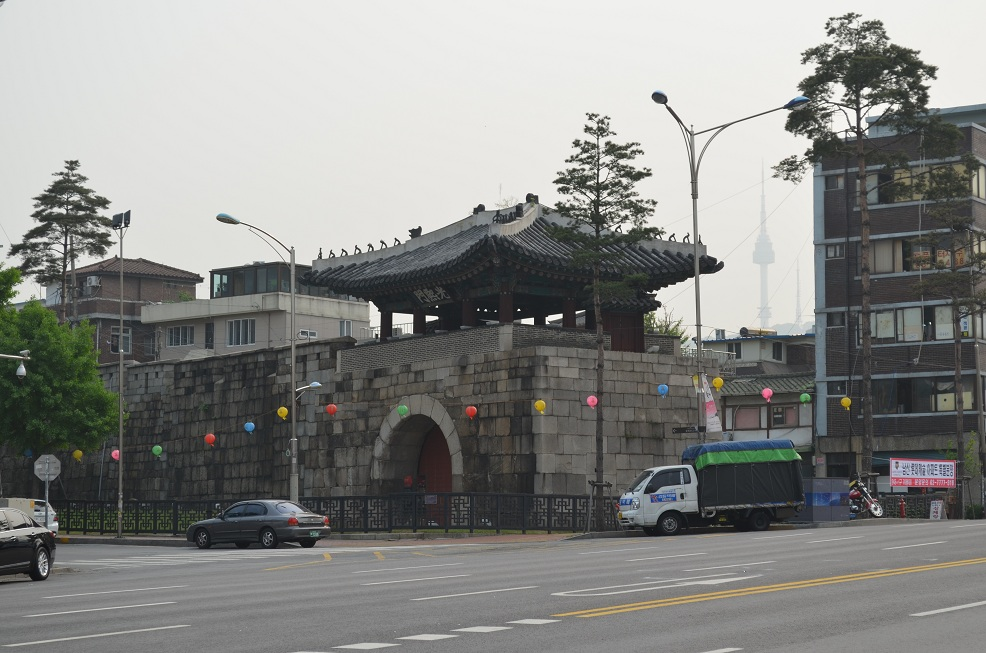
道路の向かい側から撮影した姿